# Laminacauda fuegiana
Laminacauda fuegiana är en spindelart som först beskrevs av Albert Tullgren 1901.  Laminacauda fuegiana ingår i släktet Laminacauda och familjen täckvävarspindlar. Inga underarter finns listade i Catalogue of Life.